# Dawson (Minnesota)
Dawson – miasto w Stanach Zjednoczonych, w stanie Minnesota, w hrabstwie Lac qui Parle.